# 소림사 2
《소림사 2 - 소림소자》(少林小子: Kids From Shaolin)는 홍콩에서 제작된 장신염 감독의 1983년 영화이다. 이연걸 등이 주연으로 출연하였다.

## 출연
- 이연걸
- 황추연

## 같이 보기
- 소림사 (1982년 영화)